# Jacarra Winchester
Jacarra Gwenisha Winchester (19 ottobre 1992) è una lottatrice statunitense, specializzata nella lotta libera.
Ha vinto la medaglia d'oro nei 55 kg ai campionati mondiali di Nur-Sultan 2019 sconfiggendo in finale la giapponese Nanami Irie.

## Palmarès
- Mondiali

Nur-Sultan 2019: oro nei 55 kg.
- Campionati panamericani

Buenos Aires 2019: bronzo nei 57 kg.